# Andy Shuford
Andy Shuford, de son vrai nom William Andrew Shuford, est un acteur américain né le 16 décembre 1917 à Helena (Arkansas) et mort le 19 mai 1995 à Monteagle (Tennessee).

## Biographie
Après avoir fait partie de la troupe des Petites Canailles,, il joue notamment dans plusieurs westerns avec Bill Cody, avant d'abandonner le cinéma au début des années 1930.

## Filmographie (sélection)
- 1929 : Navy Blues de Clarence Brown
- 1929 : Boxing Gloves (en) de Anthony Mack
- 1930 : La Piste des géants (The Big Trail) de Raoul Walsh
- 1931 : The Champ de King Vidor
- 1931 : Dugan of the Badlands de Robert N. Bradbury
- 1931 : God's Country and the Man (en) de John P. McCarthy
- 1931 : Headin' for Trouble (en) de J. P. McGowan
- 1931 : The Montana Kid de Harry L. Fraser
- 1931 : Rider of the Plains (en) de John P. McCarthy
- 1931 : Land of Wanted Men de Harry L. Fraser
- 1931 : Oklahoma Jim de Harry L. Fraser
- 1932 : Texas Pioneers (en) de Harry L. Fraser
- 1932 : The Ghost City (en) de Harry L. Fraser
- 1932 : Mason of the Mounted (en) de Harry L. Fraser
- 1932 : Law of the North (en) de Harry L. Fraser
- 1932 : Amitié de Harry Pollard